# بنامبي
بنامبي (بالبرتغالية: Panambi‏)؛ بلدية في ولاية ريو غراندي دو سول في البرازيل.